# Уинона (Миссисипи)
Уинона (англ. Winona) — город в округе Монтгомери, штат Миссисипи, США.
Население — 5482 человека по переписи 2000 года. Название города происходит от слова из языка сиу, означающего «первые дочери». Уинона известна как «Перекрёсток Норт-Миссисипи», она располагается на перекрестке шоссе 55 и дорог 51 и 82.

## История

### Мидлтон
Город Мидлтон, Миссисипи, который был расположен к западу от нынешней Уиноны, иногда считают её предшественником.

### Уинона
Город появился в результате железнодорожной стройки, начавшейся к западу от Мидлтона. В 1860 году Уинона была первоначально частью города Карролл. Статус города получила 2 мая 1861 года, когда начался приток поселенцев после постройки железной дороги.
Первым поселенцем считается полковник O. Д. Мур, который прибыл из Вирджинии в 1848 году. Сегодняшний деловой центр города раньше был полем полковника Мура. Железная дорога проходила недалеко от его полей, а железнодорожный вокзал находился рядом с его плантациями.

## Религия
Уинона является преимущественно протестантским городом.

### Церкви
- Церковь Бога
- Церковь первого крестителя
- Первая Баптистская церковь
- Первая Пресвитерианская церковь
- Эммануил Епископальная Церковь
- Методистская церковь Мемориала Муура
- Северная баптистская церковь Уиноны
- Христова Церковь Северная
- Священная Сердечная Католическая церковь
- Баптистская церковь Южная
- Баптистский храм Уиноны
- Христова Церковь
- Миссионерская Баптистская церковь Верном
- Баптистская церковь

## Известные жители
- Уильям Биллингсли — военно-морской летчик.
- Уэйд Гриффин — футболист NFL.
- Е. В. Хэммонс — кинопродюсер.
- Джеймс Майкл Тайлер — актёр.
- Чип Оливер[кто?] — футболист NFL.
- Дональд Херод Питерсон — астронавт НАСА.
- Робак "Попс" Стейплс — актёр.

## География и климат
Город занимает площадь в 13,1 квадратной мили (34 км²), из которых 0,04 квадратной мили или 0,10 км² (0,31 %) составляет водное пространство.
| Месячная норма и рекорды высоких и низких температур |      |      |      |      |      |      |      |      |      |      |      |      |
| Месяц                                                | Jan  | Feb  | Mar  | Apr  | May  | Jun  | Jul  | Aug  | Sep  | Oct  | Nov  | Dec  |
| Высокая °F                                           | 79   | 84   | 87   | 92   | 96   | 101  | 104  | 103  | 104  | 97   | 87   | 82   |
| Нормальная °F                                        | 51   | 57   | 65   | 72   | 79   | 85   | 89   | 88   | 83   | 74   | 64   | 55   |
| Нормальная минусовая °F                              | 28   | 31   | 38   | 45   | 55   | 63   | 67   | 65   | 59   | 45   | 37   | 31   |
| Низкая °F                                            | -9   |      | 9    | 24   | 35   | 40   | 49   | 50   | 34   | 26   | 12   | -2   |
| Осадки (в дюймах).                                   | 5.41 | 4.65 | 6.36 | 5.52 | 5.05 | 4.27 | 4.48 | 3.16 | 3.62 | 3.32 | 5.07 | 6.13 |
| Источник: weather.com                                |      |      |      |      |      |      |      |      |      |      |      |      |

## Образование

### Государственные школы
- Уинона, Отдельная школа округа
- Уинона, Профессиональный колледж

### Частные школы
- Уинона, христианская школа

## СМИ

### Газета
- The Winona Times

### FM Радио
- 95.1 WONA

## Экономика
В городе много кафе и различных малых предприятий. Экономика города получила развитие за счёт прихода компании Pilot Flying J. В августе 2005 года, всего за несколько дней до урагана «Катрина», в городе была открыта крупная стоянка грузовиков и туристический центр.